# سیارک ۲۶۳۳۷
سیارک ۲۶۳۳۷ (به انگلیسی: 26337 Matthewagam، نامگذاری:1998WJ19)۲۶۳۳۷مین سیارک کشف شده‌است که در ۲۱ نوامبر ۱۹۹۸ کشف شد.